# Magyar Fajvédő Párt
A Magyar Fajvédő Párt (MFVP) egy 1938 és 1945 között működött fajvédő párt volt.

## Története, nézetrendszere
Alapjait a Magyar Fajvédő Szövetség tagjai alkották, akik főleg a Magyar Élet Pártja és a Független Kisgazdapárt színeiben indultak korábban. A párt alapítója és vezetője Héjjas Iván, az ellenforradalom idején elhíresült „Rongyos Gárda” vezetője volt.
Nézetrendszere szerint antikommunista, antiliberális, tőkeellenes és erősen xenofób, melyen belül külön hangsúly volt az antiszemitizmuson.

## Választási eredményei
A fajvédő megnevezést önmagukra alkalmazó politikai pártok között is legradikálisabb párt az 1939-es országgyűlési választásokon „párton kívüli fajvédő” megnevezéssel 1 tagot delegálhatott a parlamentbe.

### Saját néven
| Választások | Szavazatok száma | Szavazatok aránya | Mandátumok száma | Mandátumok aránya | Parlamenti szerepe |
| ----------- | ---------------- | ----------------- | ---------------- | ----------------- | ------------------ |
| 1939-es     | 1288             | 0,03%             | ―                | ―                 | nem jutott be      |

### Párton kívüli fajvédőként
| Választások | Szavazatok száma | Szavazatok aránya | Mandátumok száma | Mandátumok aránya | Parlamenti szerepe |
| ----------- | ---------------- | ----------------- | ---------------- | ----------------- | ------------------ |
| 1939-es     | 21 107           | 1,41%             | 1                | 0,38%             | ellenzék           |